# Constitution du Tadjikistan
Lire en ligne

Consulter

La Constitution du Tadjikistan est la loi fondamentale du Tadjikistan. Elle a été adoptée le 6 novembre 1994 et révisée à deux reprises, d'une part le 26 septembre 1999 et d'autre part le 22 juin 2003.

## Révisions constitutionnelles

### En 1999
La première révision constitutionnelle a eu lieu le 26 septembre 1999.

### En 2003
La seconde révision constitutionnelle a eu lieu le 22 juin 2003.